# OPAL (Lernplattform)
OPAL (Online-Plattform für Akademisches Lehren und Lernen) ist eine hochschulübergreifende Informationstechnik-Plattform für E-Learning. OPAL wird an 21 sächsischen Bildungseinrichtungen eingesetzt und wird von mehr als 80.000 Personen genutzt. OPAL wird zentral durch die BPS Bildungsportal Sachsen GmbH verwaltet. Basis der Software ist das Open-Source-Lernmanagement-System OLAT-Campus, welches 1999 an der Universität Zürich entwickelt wurde.

## Entwicklung
Im Januar 2001 startete das Verbundprojekt „Bildungsportal Sachsen“, als eine Initiative der Universitäten Leipzig, Dresden und Chemnitz sowie der Fachhochschule Mittweida. Die Förderung erfolgte durch das Sächsische Staatsministerium für Wissenschaft und Kunst (SMWK). Ziel dieses Projektes war die Konzeption, der prototypische Aufbau und die Evaluation eines Bildungsportals für Sachsen. Dieses Bildungsportal sollte für die wissenschaftliche Aus- und Weiterbildung entwickelt werden und allen sächsischen Hochschulen zur freien Nutzung offenstehen. Ein Ergebnis dieser Initiative ist die Implementierung der Lernplattform OPAL an 11 sächsischen Hochschulen im Jahr 2006.
Die wichtigsten historischen Meilensteine der Lernplattform OPAL sind:
- Januar 2001: Start des Verbundprojektes „Bildungsportal Sachsen“
- 2001–2004: Betrieb des Lernmanagement-Systems „Saba“
- 2004/2005: Evaluation etablierter Open-Source Lernmanagement-Systeme
- November 2004: Gründung der Betreibergesellschaft „BPS Bildungsportal Sachsen GmbH“ durch elf sächsische Hochschulen
- September 2005: Pilotbetrieb des Lernmanagement-Systems „OLAT“ (Online Learning And Training)
- März 2006: Produktivbetrieb des Lernmanagement-Systems „OLAT“ unter dem Namen „OPAL“
- seit 2007: systematische Weiterentwicklung/Anpassung von OPAL im Rahmen von landesweiten Projektinitiativen
- 2014–2015: Relaunch der Lernplattform OPAL mit dem Fokus auf Mobilfähigkeit, Usability und zeitgemäße Funktionalität und Design

## Anwendung
OPAL wird aktuell an fünf Universitäten, zehn Hochschulen, den dualen Hochschulen Sachsen und der sächsischen Landesbibliothek von den Mitarbeitern und Studenten gemeinsam als zentrales Lernmanagement-System genutzt. Zu diesen sächsischen Bildungseinrichtungen gehören:
- Dresden International University
- Duale Hochschule Sachsen – Staatliche Studienakademie Dresden
- Duale Hochschule Sachsen – Staatliche Studienakademie Glauchau
- Duale Hochschule Sachsen – Staatliche Studienakademie Leipzig
- Duale Hochschule Sachsen – Staatliche Studienakademie Plauen
- Duale Hochschule Sachsen – Staatliche Studienakademie Riesa
- Hochschule Mittweida
- Hochschule Zittau/Görlitz
- Hochschule für Bildende Künste Dresden
- Hochschule für Musik Dresden
- Hochschule für Musik und Theater Leipzig
- Hochschule für Technik und Wirtschaft Dresden
- Hochschule für Technik, Wirtschaft und Kultur Leipzig
- Hochschule für Telekommunikation Leipzig
- Palucca Hochschule für Tanz Dresden
- SLUB Dresden
- Technische Universität Bergakademie Freiberg
- Technische Universität Chemnitz
- Technische Universität Dresden
- Universität Leipzig
- Westsächsische Hochschule Zwickau

Ca. 100.000 Studierende und Lehrkräfte dieser Bildungseinrichtungen setzen diese Plattform in der Lehre und im Studium ein. Die Plattform enthält ca. 35.000 Online-Kurse.

## Technische Merkmale
Der technologische Kern der Lernplattform OPAL ist das von der Universität Zürich 1999 entwickelte Open-Source-Lernmanagement-System (LMS) OLAT, welches als Web-Applikation verschiedene Formen von webbasiertem Lernen, Lehren und Moderieren ohne große didaktische Einschränkungen unterstützt. Zusätzlich zu den bei OLAT und anderen E-Learning-Plattformen bekannten typischen Elementen verfügt OPAL über die Authentifizierungs- und Autorisierungskomponente „Shibboleth“. Diese ermöglicht es, dass über Single-Sign-On sämtliche Nutzerdatenbanken aller beteiligten Bildungseinrichtungen miteinander verbunden, spezifische Layouts erstellt und Schnittstellen zu weiteren an den Bildungseinrichtungen eingesetzten Informationstechnologien (z. B. HISPOS, S-PLUS) gekoppelt werden können.

## Funktionsbereiche
Die Funktionsbereiche von OPAL werden in sechs Bereiche unterscheiden.

### Wissen vermitteln
- Einzelne Seite
- CP-Inhalte
- Mediathek
- Ordner
- SCORM-Inhalte

### Wissen testen und bewerten
- Aufgabe
- Bewertung
- Fragebogen
- Lernkartei
- Portfolioaufgabe
- Selbsttest & Test
- Themenvergabe

### Kommunizieren und zusammenarbeiten
- Blog
- Dateidiskussion
- Forum
- Mitteilungen
- Podcast
- Wiki

### Organisieren
- Einschreibung
- E-Mail
- Kalender
- Struktur
- Terminvergabe

### Sonstiges
- Aus eigenem Kurs
- Checkliste
- Kursbaustein Kurs
- Linkliste
- Literaturverzeichnis
- Steckbrief

### Externe Werkzeuge anbinden
- Virtuelles Klassenzimmer
- LTI-Tool